# Gare de Vila Aurora
La gare de Vila Aurora (en portugais Estação Vila Aurora) est une gare ferroviaire de la ligne 7 (Rubis) de la Companhia Paulista de Trens Metropolitanos (CTPM). Elle est située rue Francisco da Cunha Menezes dans le quartier de Jaraguá à São Paulo, au Brésil.

## Situation ferroviaire

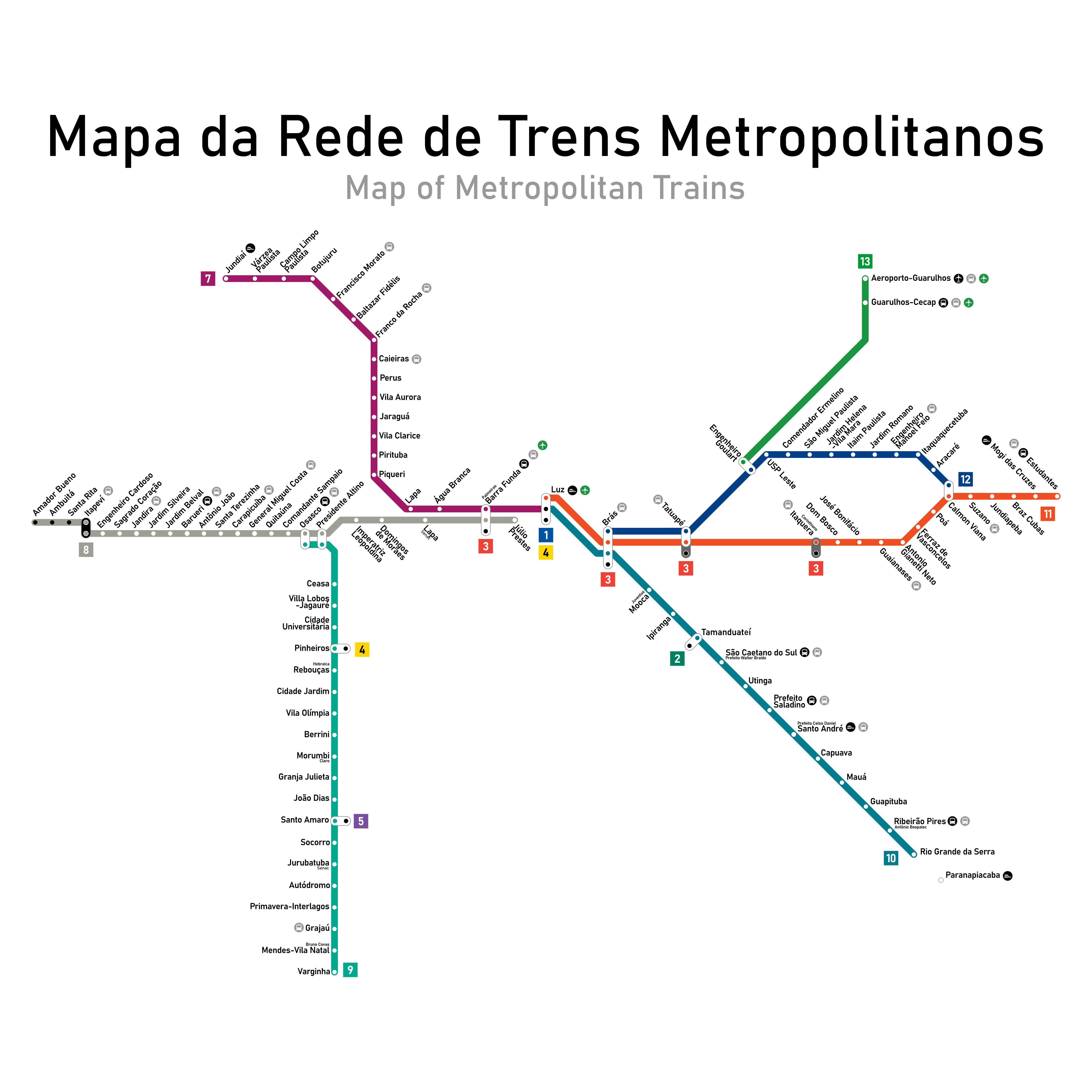
Plan des lignes de la CPTM (2020).

Établie à 788 mètres d'altitude, la gare de Vila Aurora est située sur la ligne 7 (Rubis) de la Companhia Paulista de Trens Metropolitanos (CTPM), entre la gare de Jaraguá, en direction de la gare terminus de Brás, et la gare de Perus, en direction de la gare terminus de Jundiaí. 

## Histoire
La gare de Vila Aurora est mise en service le 9 septembre 2013, par la Companhia Paulista de Trens Metropolitanos (CTPM). Elle a été construite pour réduire les distance des utilisateurs qui étaient trop éloignés des gares  de Jaraguá, et de Perus.